# Горшкова, Анастасия Николаевна
Анастасия Николаевна Горшкова (род. 22 августа 1991, Вологда) — российская футболистка, капитан сборной России по пляжному футболу, полузащитница. Обладательница Кубка Европы, чемпионка Евролиги. Чемпионка России и обладательница кубка России по пляжному футболу. Лучший игрок России 2018, 2020, 2022 и 2024 годов. Победительница EuroWinners Cup.
Обладательница кубка Испании, серебряный призёр чемпионата Испании.

## Биография
В большом футболе выступала в начале карьеры за клубы высшей лиги России «Звезда-2005» (Пермь) и «Зоркий» (Красногорск). В этих клубах выходила на поле нерегулярно, как правило на замену. Стала автором одного гола в высшей лиге — 31 мая 2010 года в составе пермской «Звезды» в игре против клуба «УОР-Звезда» (Звенигород). Летом 2017 года после четырёхлетнего перерыва вернулась в большой футбол, подписав контракт с дебютантом высшей лиги «Енисеем» (Красноярск), но не смогла закрепиться в составе, сыграв только 2 матча.
В составе молодёжной сборной России провела 3 матча в 2009—2010 годах.
С середины 2010-х годов начала выступать в пляжном футболе. В составе санкт-петербургской «Звезды» становилась чемпионкой России и участвовала в Лиге чемпионов (4-е место). Также играла за клубы «Верево-Союз» и «Лекс-Яблочная». По состоянию на август 2019 года в чемпионатах России сыграла 51 матч и забила 53 гола.
В составе сборной России по пляжному футболу становилась двукратной обладательницей Кубка Европы (2018 и 2019). В 2018 году также стала лучшим бомбардиром Кубка Европы (5 голов). Автор первого гола в истории сборной — 6 июля 2018 года в ворота Швейцарии. По состоянию на 2019 год — капитан сборной России.
Принимала участие в соревнованиях по мини-футболу, в том числе за клуб «Университет-ИТМО» (Санкт-Петербург).